# 2021 у легкій атлетиці
Найбільшим легкоатлетичним змаганням у 2021 стали Олімпійські ігри у Токіо.

## Найбільші змагання

### Глобальні
- Легка атлетика на літніх Олімпійських іграх 2021
- Діамантова ліга 2021
- Світові легкоатлетичні естафети 2021
- Чемпіонат світу з легкої атлетики серед юніорів 2021
- Світовий легкоатлетичний тур у приміщенні 2021
- Легка атлетика на Літній універсіаді 2021 — перенесена на 2022[1]
- Чемпіонат світу з гірського та трейлового бігу 2021 — перенесений на 2022[2]

### Європи
- Чемпіонат Європи з легкої атлетики в приміщенні 2021
- Чемпіонат Європи з легкої атлетики серед молоді 2021
- Чемпіонат Європи з кросу 2021
- Командний чемпіонат Європи з легкої атлетики 2021
- Командний чемпіонат Європи зі спортивної ходьби 2021
- Кубок Європи з метань 2021
- Кубок Європи з бігу на 10000 метрів 2021
- Чемпіонат Європи з легкої атлетики серед юнаків 2021 — скасований[3]
- Чемпіонат Європи з гірського бігу 2021 — скасований[4]

### Інші континентальні
- Чемпіонат Південної Америки з легкої атлетики 2021
- Чемпіонат Африки з легкої атлетики 2021 — скасований[5]
- Чемпіонат Азії з легкої атлетики 2021 — скасований[6]
- Чемпіонат Океанії з легкої атлетики 2021 — скасований[7]

### Українські
- Чемпіонат України з легкої атлетики 2021
- Чемпіонат України з легкої атлетики в приміщенні 2021
- Чемпіонат України з легкої атлетики в приміщенні серед молоді 2021
- Чемпіонат України з легкої атлетики в приміщенні серед юніорів 2021
- Чемпіонат України з легкої атлетики в приміщенні серед юнаків 2021

## Нагороди

### Чоловіки
| Нагорода                      | Атлет            | Примітки |
| ----------------------------- | ---------------- | -------- |
| Легкоатлет року в світі       | Карстен Варгольм | [ 8 ]    |
| Зірка, яка сходить, у світі   | Еррійон Найтон   | [ 8 ]    |
| Легкоатлет року в Європі      | Карстен Варгольм | [ 9 ]    |
| Зірка, яка сходить, в Європі  | Саша Зоя         | [ 9 ]    |
| Найкращий легкоатлет України  | Михайло Кохан    | [ 10 ]   |
| Зірка, яка сходить, в Україні | Артур Фельфнер   | [ 11 ]   |

### Жінки
| Нагорода                      | Атлетка            | Примітки |
| ----------------------------- | ------------------ | -------- |
| Легкоатлетка року в світі     | Елейн Томпсон-Гера | [ 8 ]    |
| Зірка, яка сходить, у світі   | Атінг Му           | [ 8 ]    |
| Легкоатлетка року в Європі    | Сіфан Гассан       | [ 9 ]    |
| Зірка, яка сходить, в Європі  | Фемке Бол          | [ 9 ]    |
| Найкраща легкоатлетка України | Ярослава Магучіх   | [ 10 ]   |
| Зірка, яка сходить, в Україні | Світлана Жульжик   | [ 11 ]   |

## Рекорди
Нижче наводяться світові, європейські та українські рекорди та вищі досягнення, встановлені впродовж 2021 спортсменами у віковій групі дорослих.

### Чоловіки
| Категорія | Дисципліна                    | Результат | Атлет            | Дата  | Місто     | Примітки      |
| --------- | ----------------------------- | --------- | ---------------- | ----- | --------- | ------------- |
| WIR       | потрійний стрибок             | 18,07     | Уг Фабріс Занго  | 16.01 | Об'єр     | [ 12 ] [ 13 ] |
| WIR       | штовхання ядра                | 22,82     | Раян Кроузер     | 24.01 | Фаєтвіль  | [ 14 ] [ 13 ] |
| WIR       | біг на 60 метрів з бар'єрами  | 7,29      | Грант Голловей   | 24.02 | Мадрид    | [ 15 ]        |
| WR        | штовхання ядра                | 23,37     | Раян Кроузер     | 18.06 | Юджин     | [ 16 ]        |
| WR        | біг на 400 метрів з бар'єрами | 46,70     | Карстен Варгольм | 01.07 | Осло      | [ 17 ]        |
| WR        | біг на 400 метрів з бар'єрами | 45,94     | Карстен Варгольм | 03.08 | Токіо     | [ 18 ] [ 19 ] |
| WR        | напівмарафон                  | 57.31     | Джейкоб Кіплімо  | 21.11 | Лісабон   | [ 20 ] [ 21 ] |
| WR        | біг на 5 кілометрів           | 12.49     | Беріху Арегаві   | 31.12 | Барселона | [ 22 ] [ 23 ] |

| Категорія | Дисципліна                    | Результат | Атлет             | Дата  | Місто     | Примітки      |
| --------- | ----------------------------- | --------- | ----------------- | ----- | --------- | ------------- |
| EIR       | біг на 1500 метрів            | 3.31,80   | Якоб Інгебрігтсен | 09.02 | Льєвен    | [ 24 ] [ 25 ] |
| ER        | біг на 5000 метрів            | 12.48,45  | Якоб Інгебрігтсен | 10.06 | Флоренція | [ 26 ]        |
| ER        | біг на 400 метрів з бар'єрами | 46,70     | Карстен Варгольм  | 01.07 | Осло      | [ 27 ]        |
| ER        | біг на 100 метрів             | 9,84      | Марселл Джейкобс  | 01.08 | Токіо     | [ 28 ]        |
| ER        | біг на 100 метрів             | 9,80      | Марселл Джейкобс  | 01.08 | Токіо     | [ 29 ] [ 30 ] |
| ER        | біг на 1500 метрів            | 3.28,32   | Якоб Інгебрігтсен | 07.06 | Токіо     | [ 31 ] [ 32 ] |
| ER        | марафонський біг              | 2:03.36   | Башир Абді        | 24.10 | Токіо     | [ 33 ] [ 34 ] |

| Категорія | Дисципліна                  | Результат | Атлет                                                                                      | Дата  | Місто   | Примітки |
| --------- | --------------------------- | --------- | ------------------------------------------------------------------------------------------ | ----- | ------- | -------- |
| NR        | естафетний біг 4×100 метрів | 38,51     | Україна Ерік Костриця (Вл) Андрій Васильєв (Зп) Кирило Приходько (Днц) Сергій Смелик (Днц) | 12.06 | Ерзурум | [ 35 ]   |

### Жінки
| Категорія | Дисципліна                       | Результат          | Атлетка             | Дата  | Місто         | Примітки             |
| --------- | -------------------------------- | ------------------ | ------------------- | ----- | ------------- | -------------------- |
| WIB       | біг на 2000 метрів з перешкодами | 5.45,09            | Вінфред Яві         | 09.02 | Льєвен        | [ 24 ]               |
| WIR       | біг на 1500 метрів               | 3.53,09            | Гудаф Цегай         | 09.02 | Льєвен        | [ 24 ] [ 36 ]        |
| WR        | біг на 5 кілометрів              | 14.43 (змішаний)   | Беатріс Чепкоеч     | 14.02 | Монако        | [ 37 ] [ 36 ]        |
| WR        | ходьба на 20 кілометрів          | 1:23.49            | Ян Цзяюй            | 20.03 | Хуаншань      | [ 38 ] [ 39 ]        |
| WR        | напівмарафон                     | 1:04.02 (змішаний) | Рут Чепнгетіч       | 04.04 | Стамбул       | [ 40 ] [ 41 ]        |
| WR        | біг на 10000 метрів              | 29.06,82           | Сіфан Гассан        | 06.06 | Генгело       | [ 42 ] [ 43 ]        |
| WR        | біг на 10000 метрів              | 29.01,03           | Летесенбет Гідей    | 08.06 | Генгело       | [ 44 ]               |
| WR        | біг на 400 метрів з бар'єрами    | 51,90              | Сідні Мак-Лафлін    | 27.06 | Юджин         | [ 45 ]               |
| WR        | потрійний стрибок                | 15,67              | Юлімар Рохас        | 01.08 | Токіо         | [ 46 ] [ 47 ] [ 19 ] |
| WR        | біг на 400 метрів з бар'єрами    | 51,46              | Сідні Мак-Лафлін    | 04.08 | Токіо         | [ 48 ] [ 19 ]        |
| WR        | біг на 5 кілометрів              | 14.29 (жіночий)    | Сенбере Тефері      | 12.09 | Герцогенаурах | [ 49 ] [ 50 ]        |
| WR        | біг на 10 кілометрів             | 30.01 (жіночий)    | Агнес Джебет Тіроп  | 12.09 | Герцогенаурах | [ 49 ] [ 50 ]        |
| WR        | біг на 2000 метрів               | 5.21,56            | Франсін Нійонсаба   | 14.09 | Загреб        | [ 51 ] [ 41 ]        |
| WR        | біг на 10 кілометрів             | 29.38 (змішаний)   | Калькідан Гезахеньє | 03.10 | Женева        | [ 52 ]               |
| WR        | напівмарафон                     | 1:02.52 (змішаний) | Летесенбет Гідей    | 24.10 | Валенсія      | [ 53 ] [ 21 ]        |
| WR        | біг на 5 кілометрів              | 14.19 (змішаний)   | Еджгаєху Тає        | 31.12 | Барселона     | [ 22 ] [ 23 ]        |

| Категорія | Дисципліна                    | Результат       | Атлетка         | Дата  | Місто     | Примітки      |
| --------- | ----------------------------- | --------------- | --------------- | ----- | --------- | ------------- |
| ER        | біг на 10000 метрів           | 29.06,82        | Сіфан Гассан    | 06.06 | Генгело   | [ 54 ]        |
| ER        | біг на 400 метрів з бар'єрами | 52,03           | Фемке Бол       | 04.08 | Токіо     | [ 48 ] [ 55 ] |
| ER        | біг на 10 кілометрів          | 30.52 (жіночий) | Ейліш Макколган | 26.09 | Манчестер | [ 56 ]        |

| Категорія | Дисципліна                        | Результат | Атлетка                                                                                        | Дата  | Місто            | Примітки             |
| --------- | --------------------------------- | --------- | ---------------------------------------------------------------------------------------------- | ----- | ---------------- | -------------------- |
| NIR       | стрибки у висоту                  | 2,02      | Ярослава Магучіх                                                                               | 9.01  | Київ             | [ 57 ] [ 58 ] [ 59 ] |
| NIR       | стрибки у висоту                  | 2,03      | Ярослава Магучіх                                                                               | 2.02  | Банська Бистриця | [ 60 ] [ 61 ] [ 62 ] |
| NR NIR    | стрибки у висоту                  | 2,06      | Ярослава Магучіх                                                                               | 2.02  | Банська Бистриця | [ 60 ] [ 61 ] [ 62 ] |
| NIR       | естафетний біг 4×400 метрів       | 3.30,38   | Україна Вікторія Ткачук (Днц) Анастасія Бризгіна (Зп) Катерина Климюк (Зп) Анна Рижикова (Днп) | 7.03  | Торунь           | [ 63 ]               |
| NR        | стрибки з жердиною                | 4,70      | Марина Килипко                                                                                 | 18.06 | Луцьк            | [ 64 ]               |
| NR        | біг на 400 метрів з бар'єрами     | 52,96     | Анна Рижикова                                                                                  | 04.07 | Стокгольм        | [ 65 ]               |
| NR        | спортивна ходьба на 35 кілометрів | 2:51.59   | Надія Боровська                                                                                | 24.10 | Івано-Франківськ | [ 66 ]               |

### Змішані дисципліни
| Категорія | Дисципліна | Результат | Атлети | Дата | Місто | Примітки |
| --------- | ---------- | --------- | ------ | ---- | ----- | -------- |
| WR        |            |           |        |      |       |          |

| Категорія | Дисципліна                    | Результат | Атлети                                                                             | Дата  | Місто | Примітки      |
| --------- | ----------------------------- | --------- | ---------------------------------------------------------------------------------- | ----- | ----- | ------------- |
| EB        | естафетний біг 2×2×400 метрів | 3.40,92   | Польща Йоанна Йожвік Патрик Добек                                                  | 01.05 | Хожув | [ 67 ]        |
| ER        | естафетний біг 4×400 метрів   | 3.10,44   | Польща Даріуш Ковалюк Іга Баумгарт-Вітан Малгожата Голуб-Ковалик Каєтан Душинський | 30.07 | Токіо | [ 68 ] [ 69 ] |
| ER        | естафетний біг 4×400 метрів   | 3.09,87   | Польща Кароль Залевський Наталія Качмарек Юстина Швенти-Ерсетиц Каєтан Душинський  | 31.07 | Токіо | [ 68 ] [ 69 ] |

| Категорія | Дисципліна                  | Результат | Атлети                                                                                               | Дата  | Місто   | Примітки |
| --------- | --------------------------- | --------- | --- | ----- | ------- | -------- |
| NR        | естафетний біг 4×400 метрів | 3.15,46   | Україна Олексій Поздняков (Днц) Тетяна Мельник (Квм) Аліна Логвиненко (Днц) Олександр Погорілко (См) | 13.06 | Ерзурум | [ 35 ]   |
| NR        | естафетний біг 4×400 метрів | 3.14,04   | Україна Микита Барабанов (Зп) Катерина Климюк (Зп) Аліна Логвиненко (Днц) Олександр Погорілко (См)   | 27.06 | Ерзурум | [ 70 ]   |

## Пішли з життя
| Пішов з життя        | Вік      | Дата       | Посилання            | Примітки                                                                                 |
| -------------------- | -------- | ---------- | -------------------- | ---------------------------------------------------------------------------------------- |
| Володимир Кисельов   | 64 роки  | 7 січня    | [ 71 ]               | олімпійський чемпіон-1980 зі штовхання ядра                                              |
| Микола Гудим         | 57 років | 4 березня  | [ 72 ]               | заслужений тренер України                                                                |
| Юрій Огородник       | 84 роки  | 21 червня  | [ 73 ]               | заслужений тренер України та УРСР                                                        |
| Володимир Голубничий | 85 років | 16 серпня  | [ 74 ] [ 75 ] [ 76 ] | олімпійський чемпіон-1960, 1968 зі спортивної ходьби на 20 км                            |
| Юрій Сєдих           | 66 років | 14 вересня | [ 77 ] [ 78 ] [ 79 ] | олімпійський чемпіон-1976, 1980, рекордсмен світу з метання молота                       |
| Юрій Тамм            | 64 роки  | 22 вересня | [ 80 ] [ 81 ]        | дворазовий бронзовий олімпійський призер (1980, 1988), рекордсмен світу з метання молота |
| Валерій Підлужний    | 69 років | 4 жовтня   | [ 82 ]               | бронзовий олімпійський призер (1980), чемпіон Європи у стрибках у довжину                |